# Xanthoria calcicola
Espèce
Xanthoria calcicola est un lichen.